# William Henry Seward
William Henry Seward (1801. május 16. – 1872. október 10.) az Amerikai Egyesült Államok külügyminisztere Abraham Lincoln és Andrew Johnson elnökök alatt.

## Élete
Szülei Samuel Sweezy Seward és Mary (Jennings) Seward. Felesége Frances Adeline Miller, két lányuk és három fiuk született.
A Union College-ban jogot tanult, 1820-ban végzett, kitüntetéssel. Utána azonnal politikai pályára lépett. 1831-től 1834-ig New York állam szenátusában, 1839-től 1843-ig az állam kormányzói székében ül. 1849-től 1861-ig a Szenátus tagja. (Előbb a whig, majd a republikánus párt színeiben.) 1861-től 1869-ig külügyminiszter.
1865. április 14-én (a Lincoln elleni merénylet napján) őt is megpróbálták megölni: Lewis Payne, John Wilkes Booth társa betört a hálószobájába, és több késszúrást ejtett rajta.
Ő szorgalmazta Alaszka megvételét Oroszországtól. A terület végül 7 200 000 dollárba került az USA-nak – ez valamivel kevesebb mint 5 dollárt jelent négyzetkilométerenként. Az üzlet nem élvezte a közvélemény támogatását, az új territóriumot Seward Jégszekrényének vagy Ostobaságának, illetve Andrew Johnson Jegesmedve-kertjének gúnyolták. Különösen azért mert a polgárháború épphogy véget ért, ami komoly anyagi és emberáldozatot jelentett az országnak, következésképp az Alaszkáért látszólag hasztalanul kidobott pénz értelmetlen áldozat volt, sőt minthogyha Oroszországnak valami alamizsnát osztottak volna, amely krími háborús veresége után adta áruba egyik gyarmatát, hogy az anyagi gondokat kiküszöbölje. Seward maga is úgy látta, hogy életében nem fogják értékelni tettét, de hitte azt is, hogy később bebizonyosodik, Alaszka értékes terület. Sewardnak tulajdonképpen meggyőződése volt, hogy Észak-Amerika, a karibi térség és a Közép-Amerika teljes területére ki kell, hogy terjedjen az Egyesült Államok területe, ennek megfelelően a még itt maradt francia, spanyol, brit és portugál gyarmatokat is fel kell számolnia erővel az amerikaiaknak.
Ma a Seward’s Day Alaszka egyik állami ünnepe, március utolsó hétfőjén.
1876-ban a New York-i Madison Square Parkban avatták fel a szobrát. Portréja szerepelt az ötvendolláros 1891-es sorozatán.